# Sheffield Manor

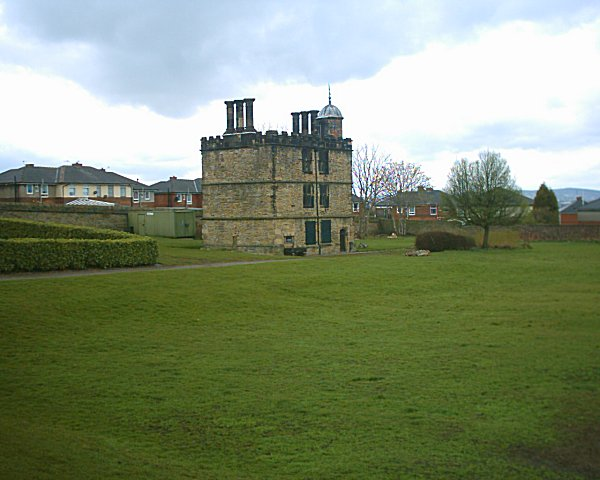
Turret House vid Sheffield Manor

Sheffield Manor även känt som  Manor Lodge eller Manor Castle, är ett jakthus byggt omkring 1510 i vad som då var en stor hjortpark öster om Sheffield i South Yorkshire i England, som ett landställe för den fjärde earlen av Shrewsbury. Vad som finns kvar är numera känt som Norfolk Park.
Det som är kvar av Sheffield Manor är bland annat delar av köken och det Grad II-listade Turret House, en tornbyggnad med fina 1600-talstak. 

## Historik
Wolsey’s Tower byggdes för att hysa Kardinal Wolsey, som avled efter att ha rest vidare till Leicester.
Maria Stuart hölls fängslad av den sjätte earlen av Shrewsbury både på Sheffield Manor och Sheffield Castle (somliga menar att hon spökar i Turret House). 
Maria hade flytt till England 1568 för att söka stöd hos den katolska adeln. Hennes frihet begränsades av kusinen, drottning Elisabet, efter att hon informerats om att Maria kunde utgöra ett hot mot hennes krona. 
Earlen av Shrewsbury övertog ansvaret för henne från och med 4 februari 1569. Hon vaktades dock inte särskilt noga och kunde, med hjälp av hertigen av Norfolk och andra ur den katolska adeln konspirera mot Elisabet. Maria flyttads flera gånger till platser med striktare kontroll. 28 november togs hon till Sheffield Castle där hon, med undantag för tillfälliga vistelser vid Chatsworth och Buxton, och mer regelbundna till Manor House, förblev i fjorton år.
Trots Marias agerande stödde fortfarande Elisabet sin kusins anspråk på den skotska tronen och Maria skrev kontinuerligt till sina anhängare i Skottland och bad dem att vara henne trogna och invänta den hjälp som hon hoppades att Elisabet skulle kunna bistå med. Två av dessa brev finns bevarade i arkiv i Sheffield.
Hertigen av Norfolk, som nyligen hade släppts från Towern, upptäcktes vara i maskopi med påvliga agenten Ridolfi för att starta ett katolskt uppror i England. Parlamentet beslutade att både Maria Start och hertigen skulle avrättas, men bara hertigen av Norfolk halshöggs 1572, drottningen klarade sig.
1582 då Maria fortfarande befann sig på Sheffield Castle gjordes en inventering av hushållets gods och möblemang. Inventeringen som beskriver slottet och vad som fanns i det ger en bild av hur rummen i slottet såg ut vid denna tid. Det fanns ett kapell, en avsats som ledde från den stora hallen till den stora salen (som troligtvis var en stor matsal), en klädkammare, skafferi, lordens yttre och inre kammare, ladyns kammare, bakstuga, bryggeri, tvättstuga, ett runt torn, ett fyrkantigt torn och ett tornhus, runda torn vid vardera sida om porthuset och murar som löpte längs vattnet en portvaktsstuga, en källarhåla, ett fyrkantigt rum, ett litet kök, ett gammalt kök, en hundgård och stall.
I inventeringen ingick även de saker som hörde till "Skottarnas drottning och hennes folk". Maria hade en stor krets med sig, som bestod av skotska, franska och engelska vänner och tjänstefolk. Däribland fanns hennes doktor Mr Burgon och hennes kirurg Mr Jarvys. 
Även det inredningen i det värdshus, som numera är känt som Old Queen's Head inn, Pond Hill är inräknat i inventeringen.
I augusti 1584 gick äntligen drottning Elisabet med på att befria earlen av Shrewsbury från hans uppdrag som Marias fångvaktare - en uppgift som fördärvat hans äktenskap, hälsa och möjligheter till fortsatt politisk karriär. Maria förflyttades till Wingfield i Derbyshire av Sir Ralph Sadler, och sedan till Tutbury. Därifån kom hon sedan till Chartley i Staffordshire, där hon blev inblandad i Babingtonsammansvärjningen.
Anthony Babington hade varit Marias page på Sheffield Castle, och var som många andra hängiven henne. Senare agerade han som budbärare mellan Maria och hennes vänner på kontinenten. 1586 planerade han ett katolskt uppror i England, med stöd av Spanien, för att frige Maria och mörda drottning Elisabets ministrar. 
Efter att Sheffield Manor kom i hertigen av Norfolks ägo försummades det, såldes till jordbrukare och delades upp 1706. Numera försöker man samla in pengar för att göra det till en kulturarvsplats och traditionell gård.